# Diatenes marmarinopa
Diatenes marmarinopa är en fjärilsart som beskrevs av Edward Meyrick 1897. Diatenes marmarinopa ingår i släktet Diatenes och familjen nattflyn. Inga underarter finns listade i Catalogue of Life.